# Mont Wow
Pour les articles homonymes, voir Wow.
Le mont Wow (en anglais : Mount Wow) est un sommet de la chaîne des Cascades, aux États-Unis. Il culmine à 1 841 mètres d'altitude dans le comté de Pierce, dans l'État de Washington. Il est protégé au sein de la Mount Rainier Wilderness, dans le parc national du mont Rainier.